# Sprung auf, marsch, marsch!
Sprung auf, marsch, marsch! (Originaltitel: Take the High Ground!)  ist ein US-amerikanisches Filmdrama von Richard Brooks aus dem Jahr 1953. Als Hintergrund des Films dient die Rekrutenausbildung in der amerikanischen Armee zur Zeit des Koreakrieges. Das Drehbuch basiert auf einer Erzählung des Drehbuchautors Millard Kaufman. In Deutschland hatte der Film am 20. Januar 1956 seine Kino-Premiere.

## Handlung
Im Mai 1953 kommen neue Rekruten im Ausbildungslager Fort Bliss in Texas an. Sie kommen unter das Kommando der Sergeants Holt und Ryan. Die Grundausbildung soll 16 Wochen dauern. Ryan kämpft darum, wieder an die Front in Korea zu kommen. Zur Entspannung überqueren die Männer die Grenze nach Mexico. In einer Bar treffen Ryan und Holt auf die schöne Julie Mollison. Später bringen sie die angetrunkene Frau in ihr Appartement.
Im Training setzt Ryan seine Männer Tränengas aus, um sie an die Widrigkeiten auf dem Schlachtfeld zu gewöhnen. Nach dem Training suchen Ryan und Holt wiederum die mexikanische Bar auf und treffen Julie alleine an. Sie wird von Sergeant Opperman beschimpft und läuft hinaus. Während Holt sie tröstet, kommt es zwischen Ryan und Opperman zu einem Kampf. Opperman erzählt, dass Julie mit einem Soldaten verheiratet war. Kurz nachdem sie ihn verlassen hatte, wurde er in Korea getötet. 
Der Rekrut Naglaski geht in die Kapelle des Forts, um seinen mörderischen Hass auf Ryan zu beichten. Der Kaplan hat aber momentan keine Zeit für ihn. Zwischen Holt und Ryan kommt es zu Spannungen wegen Ryans ruppigem Vorgehen beim Training und Holts Freundschaft zu Julie. Nach einer besonders harten Trainingseinheit verprügelt Holt Ryan. Ryan such Julie auf und verbringt mit ihr einige Zeit. Sie widersteht seinen Liebesbezeugungen, was ihn erbost. Ryan beschimpft sie, stellt ihre Tugend in Frage und wirft ihr das Verlassen ihres damaligen Ehemannes vor. 
Während einer Übung läuft der Rekrut Dover davon. Ryan kann ihn stellen und gibt ihm eine zweite Chance, wobei er dem Rekruten gesteht, dass sein Vater auch ein Deserteur war. Als das Training zu Ende ist und Ryan wieder Julie aufsuchen will, stellt er fest, dass sie ausgezogen ist. Er sucht sie und findet sie mit Holt am Bahnhof. Als Holt weggeht, entschuldigt sich Ryan für seinen Wutanfall und fragt sie, ob sie ihn heiraten will. Traurig sagt sie ab, weil sie ihn mit der Armee verheiratet sieht. Außerhalb des Bahnhofes schließen Holt und Ryan Frieden. Die Grundausbildung wird beendet, und die Rekruten bekommen ihren Abschluss.

## Kritiken
„[E]ffektvoll und spannend inszenierte Rahmenhandlung für unverhohlene, massive Militärpropaganda.“

## Auszeichnungen
Oscarverleihung 1954
- Nominierung in der Kategorie Bestes Originaldrehbuch für Millard Kaufman

## Hintergrund
Die MGM-Produktion wurde an Originalschauplätzen in Fort Bliss gedreht.
Den Text des Titelliedes Take the High Ground!, komponiert von Dimitri Tiomkin, wurde von Ned Washington geschrieben.
Ausstatter des Films waren die mehrfach oscardekorierten Cedric Gibbons, Edwin B. Willis und Edward C. Carfagno, für den Ton sorgte Douglas Shearer. Regie-Assistent war Jerry Thorpe, der Sohn des bekannten Regisseurs Richard Thorpe. Militärischer Berater des Films war Major Walter K. Sims.